# Uspibil
Uspibil es una localidad del municipio de Chemax en el estado de Yucatán, México.

## Toponimia
El nombre (Uspibil) proviene del idioma maya.
El nombre de Uspibil, viene de los antiguos fundadores de la localidad; proviene de una planta de Uspib que estaba en el centro del pueblo, ya que esa planta abundaba en toda la localidad, los fundadores le pusieron ese nombre. "Uspibil"

## Hechos históricos
- En 1939 cambia su nombre de X-Uspibil a Uspibil.

## Demografía
Según el censo de 2005 realizado por el INEGI, la población de la localidad era de 764 habitantes, de los cuales 376 eran hombres y 388 eran mujeres.
| 19                          | 0 | 96 | 165 | 217 | 273 | 261 | 318 | 496 | 601 | 764 |
| (Fuente: INEGI [Consultar]) |   |    |     |     |     |     |     |     |     |     |